# جراح‌ماهی ژاپنی
جراح ماهی ژاپنی (نام علمی: Acanthurus japonicus) نام یک گونه از سرده جراح‌ماهی است. این گونه جراح ماهی در غرب اقیانوس هند و آرام یافت می‌شود. حداقل اندازه ثبت شده برای این ماهی ۲۱ سانتی‌متر است. این گونه تا به حال فقط از ژاپن گزارش گردیده است.